# Энгден
Энгден (нем. Engden) — община в Германии, в земле Нижняя Саксония.
Входит в состав района Графство Бентхайм. Подчиняется управлению Шютторф. Население составляет 452 человека (на 31 декабря 2010 года). Занимает площадь 44,29 км².
| Год  | Население |
| ---- | --------- |
| 1990 | 407       |
| 1995 | 424       |
| 2000 | 425       |
| 2005 | 464       |
| 2010 | 442       |